# Walk of Fean
Walk of Fean is een wandelroute in de plaats Heerenveen.
De wandelroute gaat langs Crackstate, Oenemastate, Museum Heerenveen in het centrum en langs de Abe Lenstra Boulevard met het Abe Lenstra Stadion, Sportstad Heerenveen en het Friesland College. Het zuidelijke punt is Thialf. De lange route is ruim tien kilometer. De zitbanken langs de route zijn gemaakt van gerecycled kunststof.
Bij de zitbanken stonden in 2019 borstbeelden van sporters (voetbal, schaatsen, turnen). Nadat er twee waren vernield, werden de beelden verstevigd om ze meer hufterproof te maken. De beelden van ABS-kunststof worden gemaakt door een 3D-printer. Er zijn zitbanken over sporters zonder beelden, waaronder Henk Gemser, Falko Zandstra en Jeen van den Berg. De sportmensen vertellen via een mobiele app met  aangevulde realiteit over hun prestaties en ervaringen. Daarnaast stellen ze vragen en is er een klassement aan verbonden. In december 2019 werden de beelden langs de route na vandalisme uit voorzorg weggehaald.

## Wandelroute
| Sportpersoon          | Locatie                                          | Afbeelding |
| --------------------- | ------------------------------------------------ | ---------- |
| Tjalling van den Berg | Abe Lenstra Boulevard bij Friesland College      |            |
| Jorrit Bergsma        | Minckelersstraat / Dracht                        |            |
| Sjoerd Feenstra       | Burgemeester Falkenaweg / Rottumerweg            |            |
| Foppe de Haan         | Abe Lenstra Boulevard bij Abe Lenstra Stadion    |            |
| Sjinkie Knegt         | Burgemeester Falkenaweg 56 bij Technische school |            |
| Suzanne Schulting     | Thialf                                           |            |
| Riemer van der Velde  | Crackstate                                       |            |
| Sanne Wevers          | Dracht                                           |            |
| Ireen Wüst            | Tolhuisweg bij Antea Group                       |            |
| Epke Zonderland       | Abe Lenstra Boulevard bij Sportstad Heerenveen   |            |